# Алгирдас Бразаускас
А̀лгирдас Браза̀ускас (на литовски: Algirdas Brazauskas) е висш литовски държавник, литовски комунистически и съветско-литовски социалдемократически и комунистически политик.
В обявилата независимост Република Литва е президент в периода 25 февруари 1992 – 25 февруари 1998 г. и министър-председател от 29 юни 2001 до 1 юни 2006 г. Бил е заместник министър-председател на Р. Литва от 17 март 1990 до 8 януари 1991 г. и министър на промишлеността на строителните материали на Литовската ССР (ЛССР) през 1965 – 1967 г. Той е председател на Президиума на Върховния съвет на ЛССР и с тази длъжност член на Президиума на Върховния съвет на СССР (15 януари – 11 март 1990), както и председател на Сейма на Р. Литва (25 ноември 1992 – 25 февруари 1993).
При него по време на разпада на СССР Комунистическата партия на Литва напуска КПСС, подкрепя движението за независимост на Литва и се преобразува в социалдемократическа.
А. Бразаускас е бил лидер на 4 партии. В преломния период към независимост е: първи секретар на ЦК на Комунистическата партия на Литва (20 октомври 1988 – 20 декември 1989) и на наследилата я Комунистическа партия на Литва (самостоятелна) от 20 декември 1989 до 8 декември 1990 г., после председател на нейната приемница Демократическа партия на труда на Литва (8 декември 1990 – 19 февруари 1993). Неговата ДПТЛ се влива в новоучредената Социалдемократическа партия на Литва, на която е председател от 2001 до 2007 г.

## Биография
Роден е в семейство на служители в гр. Рокишкис на 22 септември 1932 г.
Завършва средно училище в Кайшиадорис през 1951 г. Учи хидротехника в Политехническия институт в Каунас (сега Каунаски технологически университет) и се дипломира като инженер през 1956 г.
След дипломирането си работи по специалността си в строителни организации.

### Политик в Литовска ССР, СССР
Заема високи длъжности в изпълнителната власт на Литовската ССР (ЛССР) и в законадателната власт на ЛССР и СССР, както и в републиканската Комунистическа партия на Литва и в общосъюзната КПСС:
- 1965 – 1967 г.: министър на промишлеността на строителните материали на ЛССР
- 1967 – 1977 г.: първи заместник-председател на Държавния планов комитет на ЛССР
- 1977 – 1987 г.: секретар на ЦК на Комунистическата партия на Литва
- 1988 – 1989 г.: първи секретар на ЦК на Комунистическата партия на Литва
- 1988 – 1989 г.: член на Комисията по законодателството на ЦК на КПСС.

На 26 март 1989 г. е избран за народен депутат на СССР от Литва (Вилнюско–Ленински избирателен окръг), като във Върховния съвет на СССР е член на Съвета на Съюза. Неговата управляваща партия търпи съкрушително поражение пред националистите, искащи независимост на Литва.
Бразаускас поема курс към сближаване с националистите и независимост на страната от СССР. На разколен конгрес на 20 декември 1989 г. се взема решение и се провъзгласява, че партията се отделя от КПСС и се създава Комунистическа партия на Литва (самостоятелна) с председател А. Бразаускас. Несъгласните създават Комунистическа партия на Литва (КПСС) с председател проф. Миколас Бурокявичюс.

### Политик в Република Литва
А. Бразаускас е сред 124-та депутати във Върховния съвет на Литовската ССР, подписали Декларацията за независимост на Литва на 11 март 1990 г. Заместник министър-председател е в първото правителство при Казимира Прунскиене от март 1990 до януари 1991 г.
Комунистическата партия на Литва (самостоятелна) на свой конгрес на 8 декември 1990 г. се преименува на Демократическа партия на труда на Литва, като първият секретар А. Бразаускас на старата КПЛ (с) става председател на новата ДПТЛ.
На 25 ноември 1992 г. Бразаускас е избран за председател на Сейма и в това му качество става президент на Литва съгласно новата конституция до провеждане на общи президентски избори. Като кандидат на Демократическата партия на труда на Литва през 1993 г. печели с 60 % от гласовете първите президентски избори след възстановяването на независимостта на страната, оставайки на поста до 1998 г. При избора му (1993) напуска ДПТЛ, тъй като Литовската конституция забранява членство в политическа партия на избрания за президент, докато заема този пост.
През октомври 1997 г. Бразаускас заявява, че няма да се кандидатира за II мандат за президент. Завръща се в политиката в началото на 2000 г. Неговата Социалдемократическа коалиция е първа политическа сила на изборите през октомври същата година. Председател е на Социалдемократическата партия (в която се влива неговата ДПТЛ) от 2001 до 2006 г.
През юли 2001 г. Бразаускас поема премиерския пост, след като консервативнолибералната коалиция на Роландас Паксас губи мнозинството си в парламента. Новата лява коалиция разполага с достатъчно мнозинство, настъпва политическа стабилност, има положително икономическо развитие, което в крайна сметка води до присъединяването към НАТО и ЕС през пролетта на 2004 г.
На 1 юни 2006 г. Бразаускас подава оставката на правителството си поради разногласия с коалиционния партньор Партия на труда. При оттеглянето си от политиката казва: „Опитвах се да бъда пенсионер в продължение на няколко години и мисля, че бях успешен. Надявам се на успех и този път.“ Временен министър-председател до сформирането на ново правителство става Зигмантас Балчитис.
Бразаускас е диагностициран с рак на лимфната система през декември 2008 г., почива на 77 години във Вилнюс на 26 юни 2010 г. Във връзка със смъртта му в Литва е обявен 3-дневен траур.

## Отличия
Награден е с литовски, съветски и чуждестранни награди, включително с Почетния орден на Русия (10 дни преди смъртта му) за голям принос в укрепването на сътрудничеството и добросъседските отношения между Русия и Литва. Почетен почетен доктор е на Киевския, Европейския хуманитарен (Минск → Вилнюс), Вилнюския технически, Каунаския технически университети.